# Fred Thompson
Freddie Dalton Thompson (n. 19 august 1942, Sheffield⁠(d), Alabama, SUA – d. 1 noiembrie 2015, Tennessee, SUA) a fost un actor american, avocat și politician. A fost senator republican al statului  Tennessee în Congresul Statelor Unite în perioada 1994 - 2003.

## Filmografie

### Film
| An   | Titlu                                   | Rol                                      | Note |
| ---- | --------------------------------------- | ---------------------------------------- | --- |
| 1985 | Marie                                   | Rolul său                                | Primul film cu Fred Thompson |
| 1987 | No Way Out                              | Director CIA Marshall                    | |
| 1988 | Unholy Matrimony                        | Frank Sweeny                             | Film TV |
| 1988 | Feds                                    | Bill Bilecki                             | |
| 1989 | Fat Man and Little Boy                  | Major General Melrose Hayden Barry       | Movie about the Manhattan Project. Thompson's character may loosely be based on General Brehon B. Somervell, who oversaw the construction of the Pentagon. |
| 1990 | The Hunt for Red October                | Rear Admiral Joshua Painter              | |
| 1990 | Days of Thunder                         | Big John                                 | |
| 1990 | Die Hard 2                              | Ed Trudeau                               | |
| 1991 | Flight of the Intruder                  | JAGC Captain at Court-Martial            | Uncredited |
| 1991 | Class Action                            | Dr. Getchell                             | |
| 1991 | Necessary Roughness                     | Carver Purcell                           | |
| 1991 | Cape Fear                               | Tom Broadbent                            | |
| 1991 | Curly Sue                               | Bernie Oxbar                             | |
| 1992 | Aces: Iron Eagle III                    | Stockman                                 | |
| 1992 | Bed of Lies                             | Richard 'Racehorse' Haynes               | TV movie |
| 1992 | Thunderheart                            | William Dawes                            | Loosely based on the Wounded Knee Incident |
| 1992 | White Sands                             | Arms dealer                              | Uncredited |
| 1992 | Stay the Night                          | Det. Malone                              | TV movie |
| 1992 | Day-O                                   | Frank DeGeorgio                          | TV movie |
| 1992 | Keep the Change                         | Otis                                     | TV movie |
| 1993 | Barbarians at the Gate                  | James D. Robinson III                    | TV movie about the 1988 leveraged buyout of RJR Nabisco.                                                                                                   |
| 1993 | Born Yesterday                          | Sen. Hedges                              | Remake of the 1950 film based on Born Yesterday, a play by Garson Kanin.                                                                                   |
| 1993 | In the Line of Fire                     | White House Chief of Staff Harry Sargent | |
| 1994 | Baby's Day Out                          | FBI Agent Dale Grissom                   | |
| 2001 | Rachel and Andrew Jackson: A Love Story | President Andrew Jackson                 | Voice, TV movie |
| 2002 | Download This                           | Himself                                  | |
| 2004 | Evel Knievel                            | Jay Sarno                                | TV movie |
| 2005 | Racing Stripes                          | Sir Trenton                              | Voice |
| 2005 | Looking for Comedy in the Muslim World  | Himself                                  | Although Thompson plays himself, it is a slightly fictionalized version.                                                                                   |
| 2007 | Bury My Heart at Wounded Knee           | President Ulysses S. Grant               | TV movie Based on the book of the same name, which is about the Native American experience in the American West during the late 19th century.              |
| 2010 | The Genesis Code                        | Judge Hardin                             | Film is based on debates about the relationship between religion and science.                                                                              |
| 2010 | Secretariat                             | Arthur "Bull" Hancock                    | Film is about the United States' Hall of Fame racehorse Secretariat.                                                                                       |
| 2010 | Ironmen                                 | Governor Neeley                          | |
| 2010 | Alleged                                 | William Jennings Bryan                   | Film is about the 1925 Scopes Trial. |
| 2012 | The Last Ride                           | O'Keefe                                  | Film is about legendary country music singer Hank Williams's self-destruction due to his dangerous addictions to drugs and alcohol.                        |
| 2012 | Sinister                                | Sheriff                                  | directed and co-written by Scott Derrickson |
| 2013 | Unlimited                               | Harold Finch                             | |
| 2014 | Persecuted                              | Fr. Charles Luther                       | |
| 2014 | 23 Blast                                | Coach Powers                             | |
| 2015 | A Larger Life                           | Robert Parker                            | |
| 2015 | 90 Minutes in Heaven                    | Jay B. Perkins                           | |
| 2016 | God's Not Dead 2                        | Senior Pastor                            | Lansat după decesul actorului (ultimul său film) |